# Anne Quéméré
Anne Quéméré est une navigatrice et sportive française née le 2 mai 1966 à Quimper.

## Biographie
Dès son plus jeune âge, elle se retrouve confrontée avec la mer sur laquelle elle navigue, en famille entre l'archipel de Glénan, les îles de Groix, Belle-Île, Houat ou Hœdic.
Après son baccalauréat, elle passe par l'université de Rennes[Laquelle ?] puis s’envole pour les États-Unis dans les années 90 où elle s’installe. Résidant à la Nouvelle-Orléans, dans le Vermont et à New-York, elle travaille dans le tourisme, parcourant jour après jour le continent nord-américain, le Mexique, l'Asie ou l'Inde. Au début des années 2000, elle rentre en Bretagne et démarre de nouvelles activités.

## Traversées océaniques

### 2002-2004: Atlantique et records en solitaire
En 2002, après deux années de préparation minutieuse, elle traverse l'Atlantique à la rame en suivant la route des Alizés. Partant de l'île de la Gomera aux Canaries, elle arrive en Guadeloupe 56 jours plus tard, établissant ainsi le nouveau record féminin détenu jusqu'alors par l'américaine Tori Murden (en).
En 2004, elle s'élance de Cape Cod aux États-Unis à l'aviron et en solitaire pour rejoindre les côtes françaises qu'elle aborde 86 jours plus tard en ayant parcouru quelque 6 450 km. Ce voyage est pour elle l'occasion de remporter un nouveau record féminin.

### 2006: l'Atlantique Nord en kite
En juin 2006, elle quitte New York à bord d'un petit prototype de 6 mètres de long tracté par un kite, également appelé aile de traction ou cerf-volant pilotable. En solitaire et sans escale, elle arrive au terme de son voyage sur l'île d'Ouessant, 55 jours plus tard. Cette traversée est une première mondiale.

### 2008-2011: Pacifique et mission au Groenland
En novembre 2008, elle tente de traverser le Pacifique à bord de son prototype, baptisé kiteboat, au départ de San Francisco et à destination de Tahiti. Mais dans le « pot au noir », elle est victime d'une avarie qui l'oblige à abandonner. Elle est récupérée saine et sauve par un cargo parti de Chine et faisant route vers New-York.
Au cours de l'été 2010, elle s'envole pour le sud-est du Groenland et rejoint à Tasiilaq une expédition scientifique baptisée « La Grande Dérive », dont l'objectif est de sensibiliser le public à la fragilité de la banquise. En compagnie de Emmanuel Hussenet, Luc Dénoyer et Gauthier Mesnil-Blanc, elle dérive sur des plaques de banquise et se déplace en kayak pendant 6 semaines, en totale autonomie.
En mars 2011, elle s'élance du port de Callao, au Pérou, pour une traversée en solitaire du Pacifique à bord de son kiteboat Adrien dont la seule force motrice est une aile de traction,. Malgré quelques soucis techniques et un silence radio de deux mois (à la suite d'une défaillance de son téléphone satellite) elle réalise son périple d'environ 7 000 km en 78 jours. Elle met pied à terre sur l'île de Makemo, l'un des plus grands atolls des Tuamotu en Polynésie française en mai 2011 avant de rejoindre Papeete. Cette traversée du Pacifique est une première mondiale.

### 2014-2018: passage du Nord-Ouest
En juin 2014, elle renoue avec l’Arctique et tente la traversée du passage du Nord-Ouest en kayak et en solitaire. Mais les glaces lui barrent la route et elle doit renoncer à son projet. Elle retentera l’aventure au cours de l’été 2015 en compagnie de Raphaël Domjan, un éco-explorateur suisse dont l’objectif est de naviguer à bord d’un kayak solaire.
Un livre relatant ces deux voyages sur le toit du monde sort le 11 mars 2016 (Passagère de l’Arctique, éd. Locus Solus).
Pendant l'été 2018, elle tente à nouveau le passage du Nord-Ouest, à bord d'un bateau solaire, le réchauffement climatique favorisant la traversée. Elle doit renoncer avant le terme, mais tire de l'expérience un documentaire du même nom que son livre précédent.

## Engagement politique

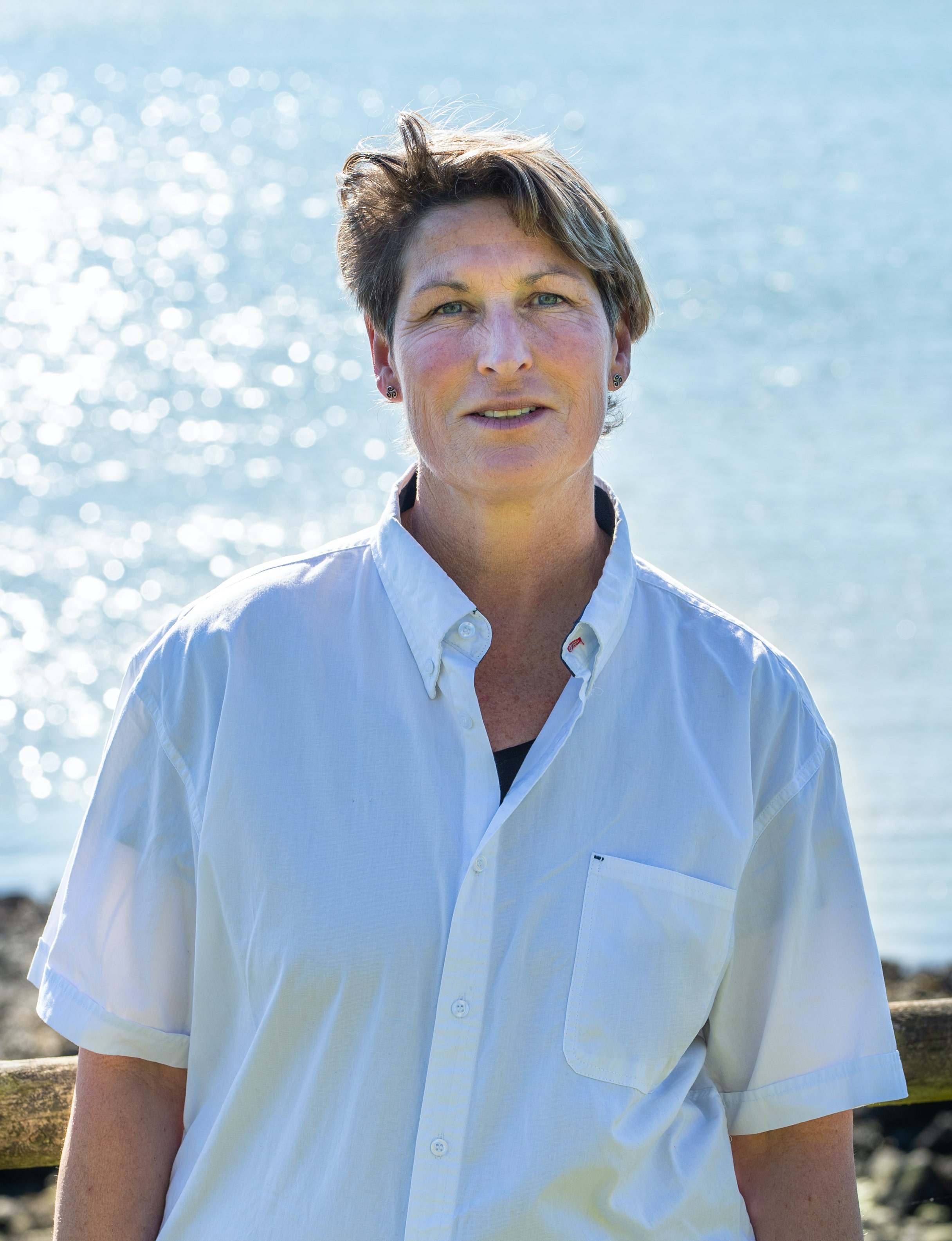
Anne Quémeré en 2021

### Bretagne ma vie etDaniel Cueff
La navigatrice s'engage aux côtés de Daniel Cueff pour les élections régionales de 2021 en Bretagne. Elle est la tête de liste de « Bretagne ma Vie » dans le Finistère.
À propos de son engagement, elle déclare : « Ma rencontre avec Daniel Cueff a été comme un déclic. Sa façon de penser, son engagement sur le terrain et son audace m’ont convaincue de m’embarquer à ses côtés. Réunir des gens de tous horizons pour défendre des idées, ne plus subir et relever les défis qu’il propose, voilà qui me parle ! »

## Décorations
- Chevalière de la Légion d'honneur en 2021 sur le contingent du ministère de la Mer[12]
- Chevalier de l'ordre du Mérite maritime (2012)[13]
- Ordre de l'Hermine en 2022[14].